# 卵生

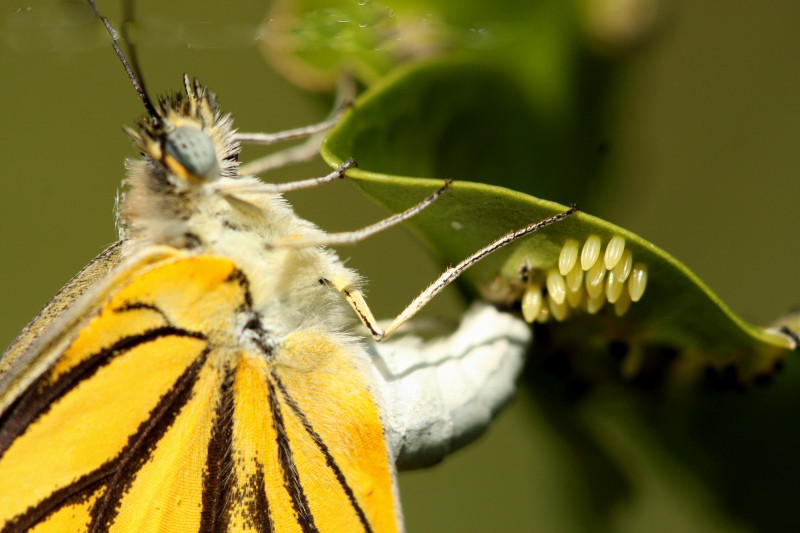
チョウの産卵

卵生（らんせい、英: Oviparity）とは、動物の繁殖において、卵で体外に産卵され、そこに蓄えられた栄養に頼って孵化まで発育する様式である。哺乳類以外のほとんどの動物に見られる。母体内で栄養を受ける発育様式を指す胎生の対義語である。
爬虫類、鳥類や昆虫のように卵生の陸棲動物は、体内受精が完了した後の卵を大抵の場合には殻によって保護している。魚や両生類のような水生動物は、受精前に卵を産み、雄は体外受精と呼ばれる行動で新たに産卵された卵にその精子をかけて受精させる。
大概の非卵生の魚類、両生類、爬虫類は卵胎生であり、すなわち、卵が母親の体内（タツノオトシゴの場合には父親の体内）で孵化される。卵生に相反するものは、ほとんどすべての哺乳類（有袋類や単孔類は例外）が用いる胎盤胎生である。
卵生哺乳類は、単孔目に属するカモノハシの1種とハリモグラの4種のみが知られている。
仏教用語としての「卵生」は、「らんしょう」と読む。鳥など卵から生まれるものという意である。ただし蚊・蛾などの虫類は、湿気の中から生まれるもの「湿生」（しっしょう）と分類される。